# Quellbach In der Aar
Der Quellbach In der Aar ist ein kleiner Bachlauf in Bochum und Hattingen, der in einem Waldstück südlich des Abenteuerspielplatz auf dem  Gelände der ehemaligen Zeche Dahlhauser Tiefbau an der Stadtgrenze von Dahlhausen nach Hattingen-Baak entspringt. Er verläuft verrohrt, sobald er den Rand eines Wohngrundstücks erreicht, hier bereits auf dem Gebiet von Hattingen. Er mündet orografisch rechtsseitig in die Ruhr. Der Saprobienindex erlaubt eine sichere Einstufung in Güteklasse I.